# Seznam impaktových vědeckých časopisů vydávaných v Česku
neúplný, částečný seznam vědeckých časopisů s nenulovým impakt faktorem (IF), které jsou vydávány v České republice. Hodnoty IF jsou za rok 2012.
| časopis                                           | zkratka (ISO)                   | obor                                                       | IF    | pořadí dle IF      |
| ------------------------------------------------- | ------------------------------- | ---------------------------------------------------------- | ----- | ------------------ |
| Acta Entomologica Musei Nationalis Pragae         | Acta Entomol. Mus. Natl. Pragae | entomologie                                                | 0,963 | 40/87              |
| Acta Veterinaria Brno                             | Acta Vet. Brno                  | veterinární vědy                                           | 0,393 | 103/143            |
| Applications of Mathematics                       | Appl. Math.                     | matematika, aplikovaná                                     | 0,222 | 240/247            |
| Bulletin of Geoscience                            | Bull. Geosci.                   | geovědy, mezioborovéa, paleontologieb                      | 1,141 | 109/172a, 25/50b   |
| Biomedical Papers-Olomouc                         | Biomed. Pap-Olomouc             | medicína, výzkumná a experimentální                        | 0,990 | 95/121             |
| Ceramics-Silikáty                                 | Ceram.-Silik.                   | materiálová věda, keramika                                 | 0,418 | 15/27              |
| Česká a slovenská neurologie a neurochirurgie     | Cesk. Slov. Neurol. Neurochir.  | neurovědyc, chirurgied                                     | 0,372 | 240/252c, 174/199d |
| Chemické listy                                    | Chem. Listy                     | chemie, mezioborová                                        | 0,453 | 128/152            |
| Collection of Czechoslovak Chemical Communication | Collect. Czech. Chem. Commun    | chemie, mezioborová                                        | 1,000 | 95/152             |
| Czech Journal of Animal Science                   | Czech J. Anim. Sci.             | zemědělství, mlékárenství a animal science                 | 0,992 | 24/54              |
| Czech Journal of Food Science                     | Czech. J. Food Sci.             | potravinářství                                             | 0,685 | 86/124             |
| Czech Journal of Genetics and Plant Breeding      | Czech J. Genet. Plant Breed.    | agronomiee, plant sciencef                                 | 0,385 | 59/78e, 169/197f   |
| Czechoslovak Mathematical Journal                 | Czech. Math. J.                 | matematika                                                 | 0,300 | 267/295            |
| Epidemiologie, Mikrobiologie, Imunologie          | Epidemiol. Mikrobiol. Imunol.   | mikrobiologie                                              | 0,306 | 113/116            |
| European Journal of Entomology                    | Eur. J. Entomol.                | entomologie                                                | 0,918 | 41/87              |
| Folia Biologica                                   | Folia Biol.-Prague              | biologieg, onkologieh                                      | 1,219 | 49/83g, 167/197h   |
| Folia Geobotanica                                 | Folia Geobot.                   | plant science                                              | 1,565 | 83/197             |
| Folia Microbiologica                              | Folia Microbiol.                | biotechnologie a aplikovaná mikrobiologiei, mikrobiologiej | 0,791 | 133/160i, 100/116j |
| Folia Parasitologica                              | Folia Parasitol.                | parazitologie                                              | 2,515 | 12/35              |
| Folia Zoologica                                   | Folia Zool.                     | zoologie                                                   | 0,494 | 127/151            |
| Fottea                                            | Fottea                          | plant science                                              | 1,372 | 92/197             |
| Horticultural Science                             | Hortic. Sci.                    | zahradnictví                                               | 0,786 | 16/32              |
| Journal of Applied Biomedicine                    | J. Appl. Biomed.                | farmakologie a farmacie                                    | 0,978 | 207/261            |
| Journal of Geosciences                            | J. Geosci.                      | geovědy, mezioborové                                       | 0,804 | 134/172            |
| Kybernetika                                       | Kybernetika                     | počítačové vědy, kybernetika                               | 0,619 | 18/21              |
| Neural Network World                              | Neural Netw. World              | počítačové vědy, umělá inteligence                         | 0,362 | 104/115            |
| Photosynthetica                                   | Photosynthetica                 | plant sciences                                             | 0,862 | 130/197            |
| Physiological Research                            | Physiol. Res.                   | fyziologie                                                 | 1,513 | 58/80              |
| Plant Soil and Environment                        | Plant Soil Environ.             | agronomie                                                  | 1,113 | 31/78              |
| Preslia                                           | Preslia                         | plant sciences                                             | 2,833 | 37/197             |
| Radioengineering                                  | Radioengineering                | technika, elektronika a elektrotechnika                    | 0,687 | 169/243            |
| Soil and Water Research                           | Soil Water Res.                 | pedologiek, vodní zdrojel                                  | 0,333 | 32/34k, 72/80l     |
| Studia Geophysica et Geodaetica                   | Stud. Geophys. Geod.            | geochemie a geofyzika                                      | 0,975 | 53/76              |
| Veterinární Medicína                              | Vet. Med.                       | veterinární vědy                                           | 0,679 | 83/143             |